# J. D. Salinger

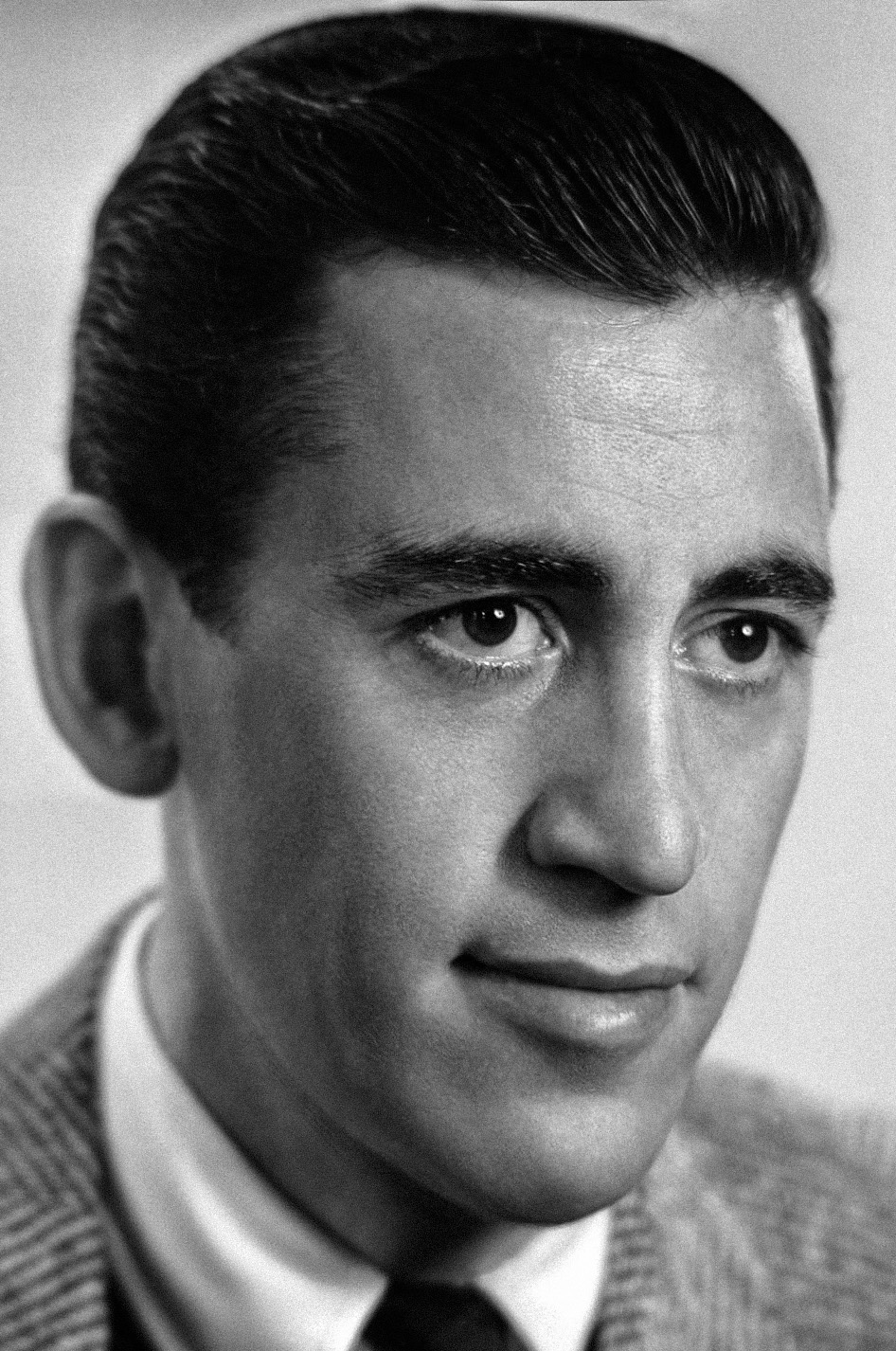
J. D. Salinger, 1950

Jerome David Salinger ([ˈsælɪndʒər]; * 1. Januar 1919 in New York City, New York; † 27. Januar 2010 in Cornish, New Hampshire), meist abgekürzt als J. D. Salinger, war ein US-amerikanischer Schriftsteller, der zu den einflussreichsten Autoren der amerikanischen Nachkriegszeit zählte. Weltberühmt wurde er durch seinen 1951 erschienenen Roman Der Fänger im Roggen (The Catcher in the Rye), daneben wurde er vor allem durch seine Kurzgeschichten bekannt. Ab den 1960er-Jahren publizierte Salinger nicht mehr und lebte bis zu seinem Tod von der Öffentlichkeit zurückgezogen.

## Leben

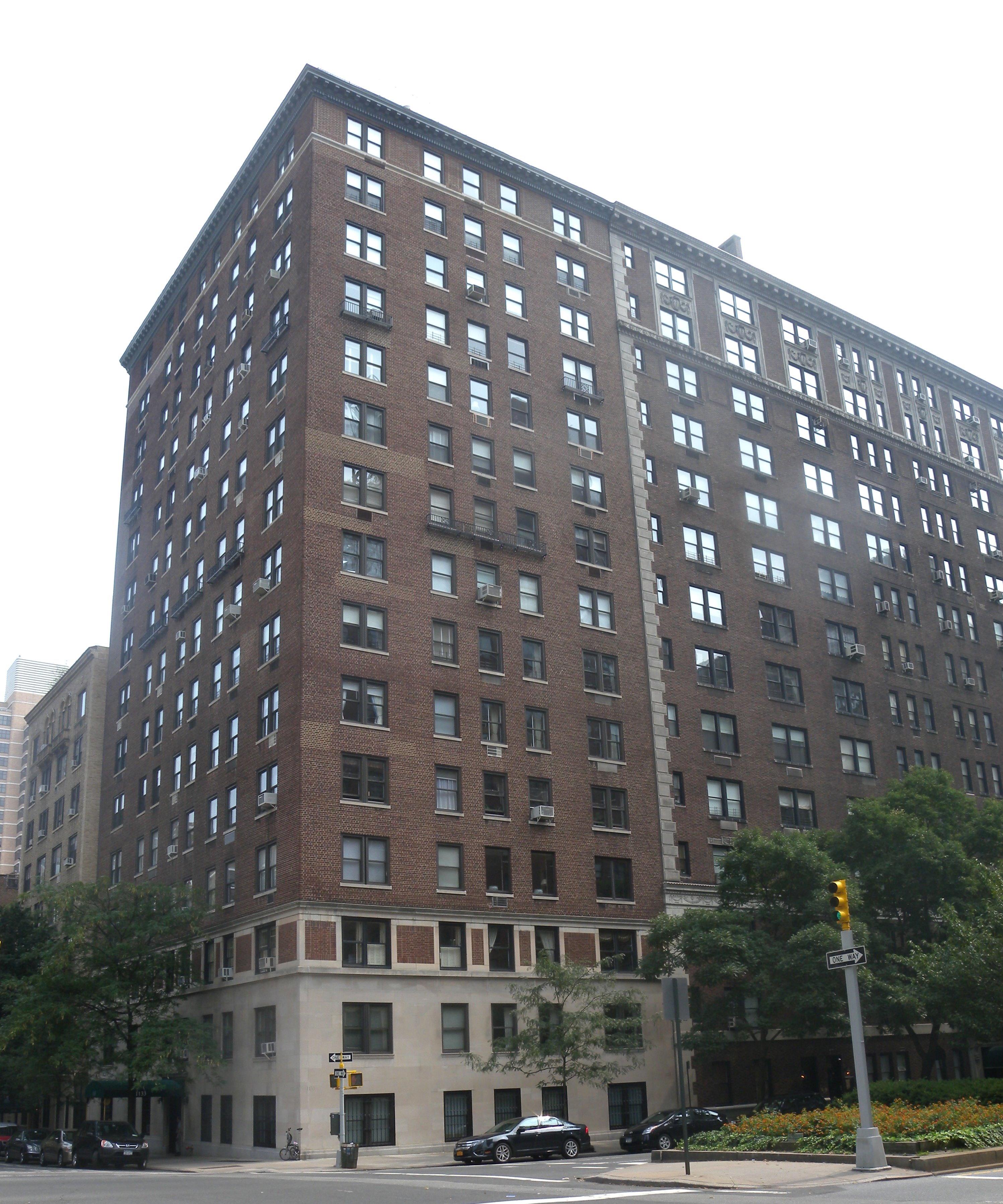
1133 Park Avenue in New York, wo Salinger aufwuchs

Jerome David Salinger wurde am Neujahrstag 1919 in New York City geboren. Sein Vater Solomon Salinger, wobei der Familienname Salinger ebenso auf Salomon zurückgeht, kam aus einer jüdischen Familie litauischer Abstammung und verkaufte in New York koscheren Käse, nachdem er zuvor Rabbiner in einer Synagoge in Louisville, Kentucky, gewesen war. Sein Großvater väterlicherseits war 1860 in Tauroggen geboren und ebenfalls Rabbiner gewesen. Salingers Mutter Marie (geborene Jillich) stammte aus Atlantic, Iowa, und hatte schottische, deutsche und irische Vorfahren. Sie änderte ihren Namen zu Miriam und sah sich nach der Heirat mit Solomon Salinger als Jüdin. Bis zu seiner Bar Mitzwa wusste J. D. Salinger nicht, dass seine Mutter nicht jüdischer Herkunft war. Doris (1911–2001) war seine einzige Schwester.
Salinger besuchte die private McBurney School in Manhattan und wurde anschließend von 1934 bis 1936 an der Valley Forge Military Academy in Wayne, Pennsylvania, ausgebildet. Als Verfasser von Filmkritiken und Herausgeber der Kadettenzeitschrift Crossed Sabres (dt. „Gekreuzte Säbel“) unternahm er erste schriftstellerische Versuche. 1937 hielt er sich fünf Monate in Europa auf, wo er auf Bestreben seines Vaters bei dessen Verwandten in Wien eine Ausbildung in einem Schlachtereibetrieb absolvierte, um sich auf das Erbe des väterlichen Importgeschäfts vorzubereiten.
Der (unautorisierten) Biographie von Ian Hamilton zufolge ging er in Polen dem Stammbaum seiner väterlich-jüdischen Ahnen nach. In Wien soll er Schikanen gegen Bewohner des jüdischen Viertels miterlebt haben. 1938 immatrikulierte er sich am Ursinus College, in Collegeville im Montgomery County (Pennsylvania), daneben arbeitete er als Theaterkritiker und Kolumnist des Ursinus Weekly. In dieser Zeit nahm er an einem Kurs für das Schreiben von Kurzgeschichten teil. 1939 wechselte er an die Columbia University, New York, und veröffentlichte in dem einflussreichen Story-Magazin 1940 seine erste Kurzgeschichte. Insgesamt verfasste er in diesem Jahr zwei Kurzgeschichten, Die jungen Leute und Geh zu Eddie, die beide erst 2014 veröffentlicht wurden. Das College verließ Salinger ohne Abschluss.
Im Sommer 1941 führte Salinger eine kurze Beziehung mit Oona O’Neill, die ihn jedoch für Charlie Chaplin verließ, den sie später heiraten sollte. Seine Beziehung mit O’Neill beeinflusste die Darstellung der Beziehungen zu Frauen in Salingers späterem Werk. O’Neill galt als Salingers „große Liebe“. Noch Jahrzehnte später äußerte sich Salinger öffentlich und abfällig über O’Neills Ehe mit Chaplin. In der Zeitschrift The Young Folks veröffentlichte er 1941 eine weitere Geschichte.
Im darauffolgenden Jahr trat Salinger in die US-Armee (in das United States Army Signal Corps und in das Counter Intelligence Corps) ein und nahm seit Eintritt der USA in den Zweiten Weltkrieg bis Kriegsende an fünf Feldzügen in Frankreich teil, so war er auch bei der Schlacht im Hürtgenwald im Herbst 1944 beteiligt. Zuvor, 1943, wurde er nach Maryland versetzt, im folgenden Jahr nach Devon (England), wo er im Rahmen der CIC-Einsatzplanung für die Ausschaltung feindlicher Sender zuständig war. Am 6. Juni 1944 nahm er als Spezialagent des 12. Infanterieregiments an der Landung in der Normandie teil. In dieser Zeit schrieb er die Geschichte Einmal in der Woche bringt dich schon nicht um, die erst 2014 veröffentlicht wurde. Bei seinem anschließenden Aufenthalt in Paris begegnete er dem damaligen Kriegskorrespondenten Ernest Hemingway, der ihm ein „verteufeltes Talent“ bescheinigte.
Wahrscheinlich besuchte Salinger das KZ-Außenlager Kaufering IV – Hurlach kurz nach dessen Befreiung am 27. April 1945, wohl am 28. April, da er in seinem militärischen Dienst der Einheit der 4th Infantry Division zugeordnet war. Diese Einheit befand sich damals in der Nähe des durch die 12th Armored Division befreiten Konzentrationslager Kaufering IV. J. D. Salinger äußerte sich nie öffentlich zu seinen Erlebnissen in jener Zeit. Doch soll er nach dem Krieg eine Zeit lang wegen eines „front shock“ in psychotherapeutischer Behandlung gewesen sein. Seine Tochter, Margaret Salinger, veröffentlichte im Jahr 2000 einen Ausspruch ihres Vaters: You never really get the smell of burning flesh out of your nose entirely, no matter how long you live. („Du bekommst nie wirklich den Geruch von brennendem Fleisch aus deiner Nase, egal wie lange du lebst.“) Von der Bürgervereinigung Landsberg im 20. Jahrhundert gesammelte und u. a. durch deren Vorsitzenden Anton Posset veröffentlichte historische Dokumente legen nahe, dass J. D. Salinger das Konzentrationslager Kaufering IV kurz nach dessen Befreiung besuchte. Im Lager Kaufering IV wurden nicht gehfähige Insassen, die nicht auf einen Todesmarsch geschickt werden konnten, vor dem Heranrücken der alliierten Streitkraft bei lebendigem Leib verbrannt.
Nach dem Zweiten Weltkrieg war Salinger, der gut Deutsch sprach, im fränkischen Gunzenhausen tätig, wo er nach seinem Ausscheiden aus der Armee als Zivilist für eine Abteilung des Nachrichtendienstes arbeitete. Möglicherweise schrieb er bereits in Gunzenhausen Teile seines Romans Der Fänger im Roggen. In Deutschland war er kurze Zeit mit der deutsch-französischen Ärztin Sylvia Welter (Salinger selbst nannte sie „Saliva“) verheiratet. Kurze Zeit hielten sich die beiden in den USA auf; da seine Ehefrau sich aber dort nicht wohl fühlte, kehrten sie nach Deutschland zurück. 1946 veröffentlichte die Zeitschrift The New Yorker seine einige Jahre zuvor eingesandte Kurzgeschichte Slight Rebellion Off Madison, in der erstmals die Figur Holden Caulfield auftaucht, der später der Protagonist in Der Fänger im Roggen werden sollte. Am 31. Januar 1948 erschien A Perfect Day for Bananafish.
Im Jahre 1950 lernte Salinger die Tochter des britischen Kunstkritikers R. Langton Douglas, Claire, kennen. In dieser Zeit begann er, sich mit den Lehren von Ramakrishna Paramahamsa zu beschäftigen. Das scheint aber zunächst ohne größere Auswirkungen auf sein schriftstellerisches Schaffen gewesen zu sein. Denn in dem dann im Juli 1951 fertiggestellten Roman The Catcher in the Rye, der nach dem Gedicht Comin’ Thro’ The Rye von Robert Burns benannt wurde, lassen sich keine Bezugspunkte zu Auffassungen von Paramahamsa finden. Im folgenden Jahr bereiste er Florida und Mexiko und bezog dann 1953 ein eigenes Haus in Cornish. Hier arbeitete er zurückgezogen mit seiner Lebensgefährtin. Im Februar 1955 heiratete Salinger die 19-jährige Psychologiestudentin Claire Douglas, mit der er zwei Kinder hatte: Margaret (* 1955), die ihre Erinnerungen an ihren Vater unter dem Titel Dream Catcher veröffentlichte, und Matthew (* 1960), der als Schauspieler und Autor mit seiner Familie in Connecticut lebt.
Nach einer längeren Pause gab Salinger im September 1961 eine Kurzgeschichte und eine Novelle als Franny und Zooey in Buchform heraus. Zwei Jahre später erschienen zwei weitere Novellen als Raise High the Roof Beam, Carpenters and Seymour: An Introduction (dt. Hebt den Dachbalken hoch, Zimmerleute und Seymour wird vorgestellt bzw. Hebt an den Dachbalken, Zimmerleute und Seymour, eine Einführung). Seine letzte eigenhändige Veröffentlichung war die Geschichte Hapworth 16, 1924, die am 19. Juni 1965 im New Yorker erschien. Wurde den vorhergehenden Büchern immerhin noch ein gewisses Interesse seitens der Presse zuteil, so blieb Salingers letzte Geschichte größtenteils unbeachtet. Wie alle seine Veröffentlichungen nach Der Fänger im Roggen handelt sie von der Glass-Familie. Aufsehen erregte Hapworth 16, 1924 lediglich durch die Querelen um eine Veröffentlichung des Werkes in Buchform, von der immer wieder die Rede war, die letztlich aber von Salinger verhindert wurde. Angeblich existieren weitere unveröffentlichte Romanmanuskripte von Salinger.
Zwei Jahre später ließ Salinger sich scheiden und hatte 1972 eine zehn Monate dauernde Affäre mit der jungen Yale-Studentin Joyce Maynard, die über diese Affäre später ihre Memoiren (At Home in the World) veröffentlichte. Ende der 1980er Jahre heiratete Salinger in dritter Ehe die Krankenschwester Colleen O’Neill. Im Jahre 1992 brannte sein Wohnhaus in Cornish ab. Am 27. Januar 2010 verstarb J. D. Salinger im Alter von 91 Jahren nach kurzer Krankheit in Cornish.

## Werk
Sein bekanntestes Werk The Catcher in the Rye (1951; dt. Der Fänger im Roggen) verhalf Salinger zu Weltruhm. In diesem Roman beschreibt der 16-jährige Protagonist Holden Caulfield seine Erlebnisse in New York, nachdem er aus dem Internat geworfen wurde. Holden sträubt sich einerseits gegen die Erwartungen der Erwachsenenwelt, andererseits fühlt er sich von den Erwachsenen nicht für voll genommen.
Der auffällige Sprachduktus (Idiolekt) des Ich-Erzählers führte neben Begeisterung auch zu Kritik. Das Buch wurde in einigen angelsächsischen Ländern zunächst verboten – es enthält in der Originalausgabe 255 Mal den Ausdruck goddamn sowie 44 Mal das vulgäre fuck. Die erste Übersetzung von Catcher in the Rye ins Deutsche, erstellt von Irene Muehlon, erschien 1954 im Diana-Verlag Zürich unter dem Titel Der Mann im Roggen. Übersetzungen von Salingers Texten ins Deutsche wurden unter anderem auch durch den späteren Literaturnobelpreisträger Heinrich Böll und dessen Frau Annemarie Böll erstellt. Seit dieser generellen Überarbeitung der bisherigen Übersetzung erschien der Roman im Deutschen unter dem Titel Der Fänger im Roggen. Im Jahre 2003 erschien eine weitere Übersetzung von Eike Schönfeld.
Obwohl Salinger nur einen Roman, mehrere längere Erzählungen und 35 Kurzgeschichten veröffentlicht hat, gilt er bis heute als einer der meistgelesenen und meistrezensierten amerikanischen Autoren der Nachkriegszeit. Sein literarischer Mythos geht so weit, dass Kritiker ein ganzes Jahrzehnt der amerikanischen Literaturgeschichte – die Jahre von 1948 bis 1959 – als Salinger era bezeichnet haben.
Er hinterließ zahlreiche Arbeiten, die nicht in Buchform (außer auf Japanisch) veröffentlicht wurden, sondern in Zeitschriften. Andere werden in der Bibliothek von Princeton aufbewahrt.
Darüber, ob Salinger in den fünf Jahrzehnten zwischen seinem Rückzug aus der Öffentlichkeit und seinem Tod noch weitere Werke verfasste, gab es immer wieder Spekulationen. Sein Sohn Matt gab dem Guardian im Januar 2019 ein seltenes Interview, in dem er angab, dass es umfangreiche, noch unpublizierte Werke seines Vaters gibt, die derzeit für eine Veröffentlichung vorbereitet werden. Wegen des großen Umfanges des unveröffentlichten Werkes könne sich die Publizierung allerdings noch bis etwa 2030 hinziehen.

## Einflüsse
Der Einfluss Salingers auf Lebensgefühl und literarische und filmische Werke geht weit über die oben angesprochene „Salinger-Ära“ hinaus. Soweit es um den Einfluss auf Salingers Werk geht, werden u. a. Ernest Hemingway oder auch Mark Twain genannt; für die Zurückgezogenheit, in der Salinger sein Leben verbrachte, wird gelegentlich Salingers Nähe zum Buddhismus verantwortlich gemacht. Ganz sicher aber kannte Salinger die eremitenhaften Traditionen des russischen Mönchstums, wie sie in der Imjaslavie-Bewegung („Verehrung des Namens Gottes“) und im Hesychasmus deutlich werden, der die „Stille“ in der Isolierung und die Ekstase in dem ständig wiederholten Jesusgebet sucht. Mit diesen Traditionen beschäftigt sich die Heldin seines zweiten großen Erfolgs „Franny und Zooey“, die sie in dem für die russischen orthodoxen  Mönchstraditionen des 19. und frühen 20. Jahrhunderts wichtigen Buch Aufrichtige Erzählungen eines russischen Pilgers kennenlernt.

## Salinger in Film und Literatur
Bisher erschien nur eine autorisierte Adaption eines Salinger-Werkes: Der Film Angst vor der Schande (My Foolish Heart, 1949) basierte auf seiner Kurzgeschichte Uncle Wiggily in Connecticut und war damals ein Kassenschlager, aber der als Filmliebhaber bekannte Salinger war über die Umarbeitung seiner Kurzgeschichte in ein konventionelles und sentimentales Hollywood-Melodram empört. Er gestattete später, wenngleich teilweise zögernd, keine weitere Adaption eines seiner Werke. Insbesondere bei Der Fänger im Roggen bemühten sich berühmte Namen wie Billy Wilder, Marlon Brando, Harvey Weinstein und Steven Spielberg vergeblich um eine Verfilmung.
Salingers Lebensgeschichte selbst diente als Sujet in dem Film Forrester – Gefunden!, in dem Sean Connery einen zurückgezogen lebenden Erfolgsautor darstellt. Deutliche Parallelen gibt es auch zu dem Schriftsteller Florious Fenix in dem Roman Ein Liebhaber ungerader Zahlen von Herbert Rosendorfer. Darüber hinaus diente er als Quasi-Vorlage zur Figur des Terence Mann in Feld der Träume, dargestellt von James Earl Jones.
Am 6. September 2013 wurde der von Shane Salerno inszenierte Dokumentarfilm Salinger in den Vereinigten Staaten veröffentlicht. In dem Film Coming Through the Rye (2015) über einen jugendlichen Fan von Der Fänger im Roggen, der von zu Hause wegläuft und den Autor aufsuchen möchte, wird Salinger von Chris Cooper gespielt. 2017 kam der biographische Film Rebel in The Rye des amerikanischen Regisseurs Danny Strong mit Nicholas Hoult in der Hauptrolle in die Kinos. Der Film My Salinger Year (2020) von Philippe Falardeau erzählt über eine junge Frau, die die an Salinger gerichteten Fanbriefe beantwortet.

## Werke
- The Catcher in the Rye (1951; dt. Der Fänger im Roggen, u. a. in Übersetzungen von Heinrich Böll und Eike Schönfeld).
- Nine Stories (1953; dt. Neun Erzählungen, übersetzt von Elisabeth Schnack sowie Heinrich und Annemarie Böll, 1966, sowie von Eike Schönfeld, 2012). Darin:
  - A Perfect Day for Bananafish (Erstveröffentlichung im New Yorker, 31. Januar 1948; dt. Ein herrlicher Tag für Bananen-Fisch bzw. Ein idealer Tag für Bananenfische);
  - Uncle Wiggily in Connecticut (Erstveröffentlichung im New Yorker, 20. März 1948; dt. Onkel Wackelpeter in Connecticut bzw. Onkel Wiggily in Connecticut);
  - Just Before the War with the Eskimos (Erstveröffentlichung im New Yorker, 5. Juni 1948; dt. Kurz vor dem Krieg gegen die Eskimos);
  - The Laughing Man (Erstveröffentlichung im New Yorker, 19. März 1949; dt. Der lachende Mann);
  - Down at the Dinghy (Erstveröffentlichung in Harper’s Magazine im April 1949; dt. Unten beim Boot bzw. Am Dingi);
  - For Esmé – with Love and Squalor (Erstveröffentlichung im New Yorker, 8. April 1950; dt. Für Esmé mit Liebe und Unrat bzw. Für Esmé – in Liebe und Elend);
  - Pretty Mouth and Green My Eyes (Erstveröffentlichung im New Yorker, 1951; dt. Hübscher Mund, grün meine Augen bzw. Hübsch mein Mund, die Augen grün);
  - De Daumier-Smith’s Blue Period (Erstveröffentlichung im World Review, Mai 1952; dt. Die blaue Periode des Herrn de Daumier-Smith bzw. De Daumiers blaue Periode);
  - Teddy (Erstveröffentlichung im New Yorker, 31. Januar 1953; dt. Teddy).
- Franny and Zooey (1961; dt. Franny und Zooey). Zuerst erschienen als:
  - Franny (The New Yorker, 1955);
  - Zooey (The New Yorker, 1957).
- Raise High the Roof Beam, Carpenters and Seymour: An Introduction (1963; dt. Hebt den Dachbalken hoch, Zimmerleute und Seymour wird vorgestellt, übersetzt von Annemarie Böll; auch Hebt an den Dachbalken, Zimmerleute und Seymour, eine Einführung, übersetzt von Eike Schönfeld, 2013), zwei Novellen, zuerst veröffentlicht als:
  - Raise High the Roof Beam, Carpenters (in The New Yorker, 1955);
  - Seymour: An Introduction (in  The New Yorker, 1959).
- Hapworth 16, 1924, Teil der Glass Family-Serie (erschienen am 19. Juni 1965 im New Yorker)
- Three Early Stories (2014); dt. Die jungen Leute. Drei Stories, übersetzt von Eike Schönfeld, mit einem Nachwort von Thomas Glavinic. Piper, München 2015, ISBN 978-3-492-05698-4. Darin:
  - The Young Folks (1940; dt. Die jungen Leute);
  - Go see Eddie (1940; dt. Geh zu Eddie);
  - Once a Week Won't Kill You (1944; dt. Einmal in der Woche bringt dich schon nicht um).

weitere Kurzgeschichten, die bisher nicht ins Deutsche übersetzt wurden
Anmerkung: in vielen Fällen sind die hier gelisteten Kurzgeschichten heute schwer einzusehen, da auf Wunsch Salingers bei den meisten keine weitere Publikation in späteren Jahrzehnten stattfand.
- The Heart of a Broken Story (1941)
- The Hang of It (1941)
- The Long Debut of Lois Taggett (1942)
- Mrs. Hincher (1942)
- The Last and Best of the Peter Pans (1942)
- Personal Notes of an Infantryman (1942)
- The Varioni Brothers (1943)
- Both Parties Concerned (1944)
- Soft-Boiled Sergeant (1944)
- The Children's Echelon (1944)
- Two Lonely Men (1944)
- The Magic Foxhole (1944)
- Last Day of the Last Furlough (1944)
- Elaine (1945)
- The Stranger (1945)
- I'm Crazy (1945)
- A Boy in France (1945)
- This Sandwich Has No Mayonnaise (1945)
- Slight Rebellion off Madison (1946)
- Birthday Boy (1946)
- The Ocean Full of Bowling Balls (1947)
- A Young Girl in 1941 with No Waist at All (1947)
- The Inverted Forest (1947)
- A Girl I Knew (1948)
- Blue Melody (1948)
- Hapworth 16, 1924 (1965)